# Caledoniscincus cryptos
Caledoniscincus cryptos е вид влечуго от семейство Сцинкови (Scincidae).

## Разпространение
Видът е разпространен в Нова Каледония.